# Zbór Kościoła Zielonoświątkowego w Chełmnie
Zbór Kościoła Zielonoświątkowego w Chełmnie – zbór Kościoła Zielonoświątkowego w RP znajdujący się w Chełmnie.